# Milaan-San Remo 1922
De wielerwedstrijd Milaan-San Remo 1922 werd verreden op 28 maart van dat jaar.
Het parcours van deze 15e editie was 286,5 kilometer lang. De winnaar legde de afstand af in 10 uur, 14 minuten en 31 seconden. Van de 67 gestarte renners finishten er 30. De Italiaan Giovanni Brunero was de snelste.

## Deelnemende ploegen
| Deelnemende teams | Deelnemende teams | Deelnemende teams | Deelnemende teams |
| ----------------- | ----------------- | ----------------- | ----------------- |
| Legnano-Pirelli   | Bianchi-Salga     | Ganna-Dunlop      | Maino-Bergougnan  |
| Peugeot-Salga     | Orio-Onesti       |                   |                   |

## Uitslag
| Plaats  | Naam                | Ploeg            | tijd      |
| ------- | ------------------- | ---------------- | --------- |
| Winnaar | Giovanni Brunero    | Legnano-Pirelli  | 10u14'31" |
| 2       | Costante Girardengo | Bianchi-Salga    | +22"      |
| 3       | Bartolomeo Aimo     | Legnano-Pirelli  | +39"      |
| 4       | Adriano Zanaga      | Ganna-Dunlop     | +44"      |
| 5       | Alfredo Sivocci     | Legnano-Pirelli  | +10'39"   |
| 6       | Pietro Bestetti     | Maino-Bergougnan | +16'49"   |
| 7       | Ugo Agostoni        | Legnano-Pirelli  | +24'33"   |
| 8       | Pietro Linari       | Legnano-Pirelli  | +35'42"   |
| 9       | Franco Giorgetti    | Legnano-Pirelli  | z.t.      |
| 10      | Luigi Annoni        | Legnano-Pirelli  | z.t.      |
| 11      | Luigi Lucotti       | Maino-Bergougnan | z.t.      |
| 12      | Paride Ferrari      | Peugeot-Salga    | +35'49"   |
| 13      | Emilio Petiva       | Maino-Bergougnan | +36'03"   |
| 14      | Giuseppe Buffoni    | Individueel      | +42'44"   |
| 15      | Michele Robotti     | Orio-Onesti      | +45'59"   |
| 16      | Arturo Gandini      | Individueel      | +57'29"   |
| 17      | Giuseppe Enrici     | Legnano-Pirelli  | +1u05'30" |
| 18      | Ruggero Ferrario    | Individueel      | +1u12'00" |
| 19      | Enrico Sala         | Individueel      | +1u19'30" |
| 20      | Antonio Tecchio     | Individueel      | +1u35'30" |

1907 · 1908 · 1909 · 1910 · 1911 · 1912 · 1913 · 1914 · 1915 · 1916 · 1917 · 1918 · 1919 · 1920 · 1921 · 1922 · 1923 · 1924 · 1925 · 1926 · 1927 · 1928 · 1929 · 1930 · 1931 · 1932 · 1933 · 1934 · 1935 · 1936 · 1937 · 1938 · 1939 · 1940 · 1941 · 1942 · 1943 · 1944 · 1945 · 1946 · 1947 · 1948 · 1949 · 1950 · 1951 · 1952 · 1953 · 1954 · 1955 · 1956 · 1957 · 1958 · 1959 · 1960 · 1961 · 1962 · 1963 · 1964 · 1965 · 1966 · 1967 · 1968 · 1969 · 1970 · 1971 · 1972 · 1973 · 1974 · 1975 · 1976 · 1977 · 1978 · 1979 · 1980 · 1981 · 1982 · 1983 · 1984 · 1985 · 1986 · 1987 · 1988 · 1989 · 1990 · 1991 · 1992 · 1993 · 1994 · 1995 · 1996 · 1997 · 1998 · 1999 · 2000 · 2001 · 2002 · 2003 · 2004 · 2005 · 2006 · 2007 · 2008 · 2009 · 2010 · 2011 · 2012 · 2013 · 2014 · 2015 · 2016 · 2017 · 2018 · 2019 · 2020 · 2021 · 2022 · 2023 · 2024 · 2025
Lijst van beklimmingen